# Каслтаун (Лимерик)
Каслтаун (англ. Castletown; ирл. Baile an Chaisleáin) — деревня в Ирландии, находится в графстве Лимерик (провинция Манстер).